# 1996 au Maroc
Chronologie du Maroc
- 1992
- 1993
- 1994
- 1995
- 1996
- 1997
- 1998
- 1999
- 2000

Cet article présente les faits marquants de l'année 1996 au Maroc ou relatifs au Maroc.

## Événements
- Dahir n° 1-96-83 du 15 rabii I 1417 (1er août 1996) portant promulgation de la loi n° 15-95 formant code de commerce.
- 6 et 7 mai : visite du roi Hassan II en France[1].
- 13 septembre : référendum qui valide avec 99.56% des suffrages la réforme constitutionnelle qui consiste à mettre en place un système bicaméral au Maroc[1].

## Sports
- Le Tournoi Hassan II de football 1996 était la première édition du Tournoi Hassan II, une compétition internationale et amicale. Ce tournoi se déroula le 11 et 12 décembre 1996, à Casablanca, au Maroc, au Stade Mohammed V. Les nations participantes sont deux nations africaines (le Maroc et le Nigeria) et deux nations européennes (la Croatie et la République tchèque). Ce tournoi est sous la forme de coupe, en 4 matchs (demi-finales, match pour la 3e place et la finale).
- Le Championnat du Maroc de football 1995-1996 est la 80e édition du championnat du Maroc de football et la 1re au sein du Groupement Nationale de Football 1. Elle voit le sacre du Raja Club Athletic qui remporte le deuxième titre de champion de son histoire.
- Le Championnat du Maroc de football 1996-1997 est la 81e édition du championnat du Maroc de football et la 2e au sein du Groupement National de Football 1. Elle voit la victoire du Raja Club Athletic pour la deuxième année consécutive.
- La Coupe du Maroc de football 1995-1996 est la quarantième édition de la compétition.
- La Coupe du Maroc de football 1996-1997 est la quarante-et-unième édition de la compétition.

## Culture
- Lalla Hobby (لالة حبي), comédie dramatique marocaine sorti en 1996, écrit par Noureddine Sail et réalisé par Mohamed Abderrahman Tazi mettant en vedette Amidou, Amina Rachid et Samia Akariou[2],[3],[4],[5],[6],[7].